# 1990年ロシア連邦人民代議員大会選挙
1990年ロシア連邦人民代議員大会選挙（1990ねんロシアれんぽうじんみんだいぎいんたいかいせんきょ、ロシア語: 1990 Выборы народных депутатов РСФСР）は、1990年3月4日にロシア・ソビエト連邦社会主義共和国で行われた人民代議員大会議員の選挙である。

## 概要
1989年の憲法改正により人民代議員大会が設置されることが決定されたことに基づき実施された。

## 選挙データ

### 内閣
- 選挙時：アレクサンドル・ウラソフ内閣
- 選挙後：イワン・シラーエフ内閣

### 投票日
- 1990年3月4日

### 改選数
- 1,068

### 選挙制度
- 小選挙区二回投票制

## 選挙運動
| 政党                       | 政党                     | 議席数 | 得票数 | 得票率 |
| -------------------------- | ------------------------ | ------ | ------ | ------ |
|                            | ソビエト連邦共産党       | 920    |        | 86%    |
|                            | 無所属                   | 148    |        | 14%    |
| 総数                       | 総数                     | 1,068  |        | 100.0% |
| 有効票数（有効率）         | 有効票数（有効率）       | -      |        |        |
| 無効票・白票数（無効率）   | 無効票・白票数（無効率） | -      |        |        |
| 投票者数（投票率）         | 投票者数（投票率）       | -      |        | 77.00% |
| 棄権者数（棄権率）         | 棄権者数（棄権率）       | -      |        |        |
| 有権者数                   | 有権者数                 | -      |        | 100.0% |
| 出典：Electoral statistics |                          |        |        |        |